# Schizaphis scirpi
Schizaphis scirpi är en insektsart som först beskrevs av Giovanni Passerini 1874.  Schizaphis scirpi ingår i släktet Schizaphis och familjen långrörsbladlöss. Arten är reproducerande i Sverige.

## Underarter
Arten delas in i följande underarter:
- S. s. eriophori
- S. s. scirpi